# Johan Scutkens Historiebijbel

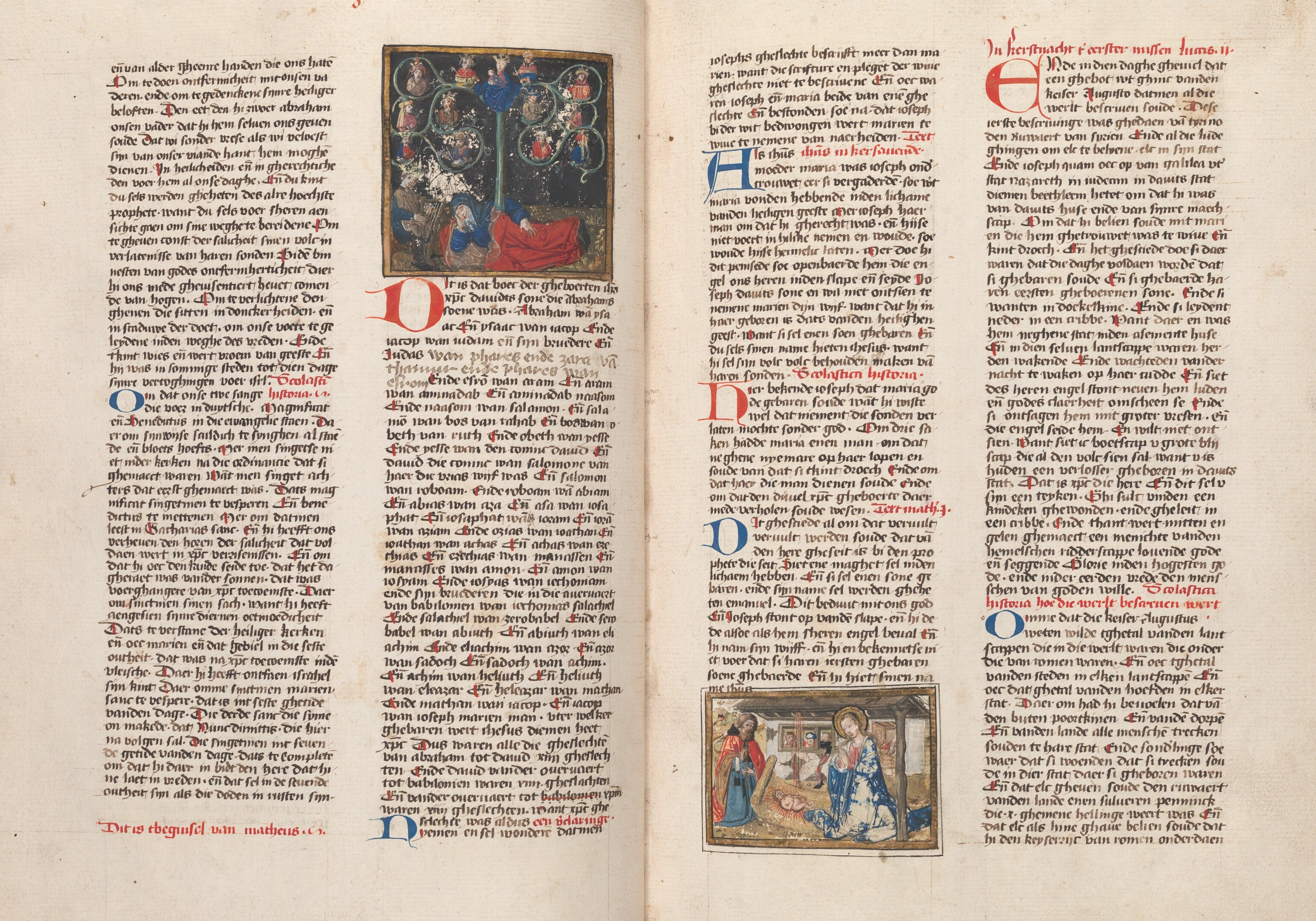
Fragment uit een exemplaar van de Middelnederlandse historiebijbel van Johan Scutken. Gemaakt in de Noordelijke Nederlanden, voltooid in 1468.

Johan Scutkens Historiebijbel is een belangrijke mijlpaal in de ontwikkeling van de Middelnederlandse literatuur. De tekst is een compilatie samengesteld uit de vertalingen van de zogenaamde Johan Scutken, een kloosterling uit de kring van de Moderne Devotie. De Bijbelse stof is aangevuld met verhalen uit de profane geschiedenis, terwijl moeilijke passages worden toegelicht door stukken uit de Rijmbijbel van Jacob van Maerlant. De bewerking maakte vooral in de Noordelijke Nederlanden grote opgang: thans zijn nog circa twintig gehele of gedeeltelijke exemplaren bekend, voor het merendeel ontstaan in Utrecht en te dateren tussen 1430 en 1478. Op die manier raakte het Middelnederlands verder verspreid onder het volk en stimuleerde ze een Middelnederlandse literaire traditie.

## Johan Scutken
Johan Scutken was een Noord-Nederlandse schrijver en vertaler die stierf in Windesheim op 23 januari 1423. Hij is bekend uit de kring van de Moderne Devotie en was dan ook een leerling van Geert Grote en Florens Radewijns. Na een verblijf in het fraterhuis te Deventer (1383-1387) was hij tot aan zijn dood lekenbroeder in het klooster van Windesheim. Hij leidde er als zuiverste vertegenwoordiger van de piëtistisch-methodistische vroomheid een streng beschouwend leven. Hij maakte zich tevens verdienstelijk als raadsman van jongeren (o.a. van Gerlach Peters), als vlijtig kopiist van liturgische geschriften, dichter van - verloren gegane - kerkelijke liederen en vooral vertaler in het Middelnederlands van psalmen, evangelieperikopen, waarschijnlijk ook van het hele Nieuwe Testament - in een tot in de 16de eeuw zeer verspreide versie - en van Peters' Soliloquium. Ondanks zijn verreikend repertoire, is de historiebijbel toch een van de belangrijkste stukken die hij maakte.

## De Middelnederlandse Historiebijbel

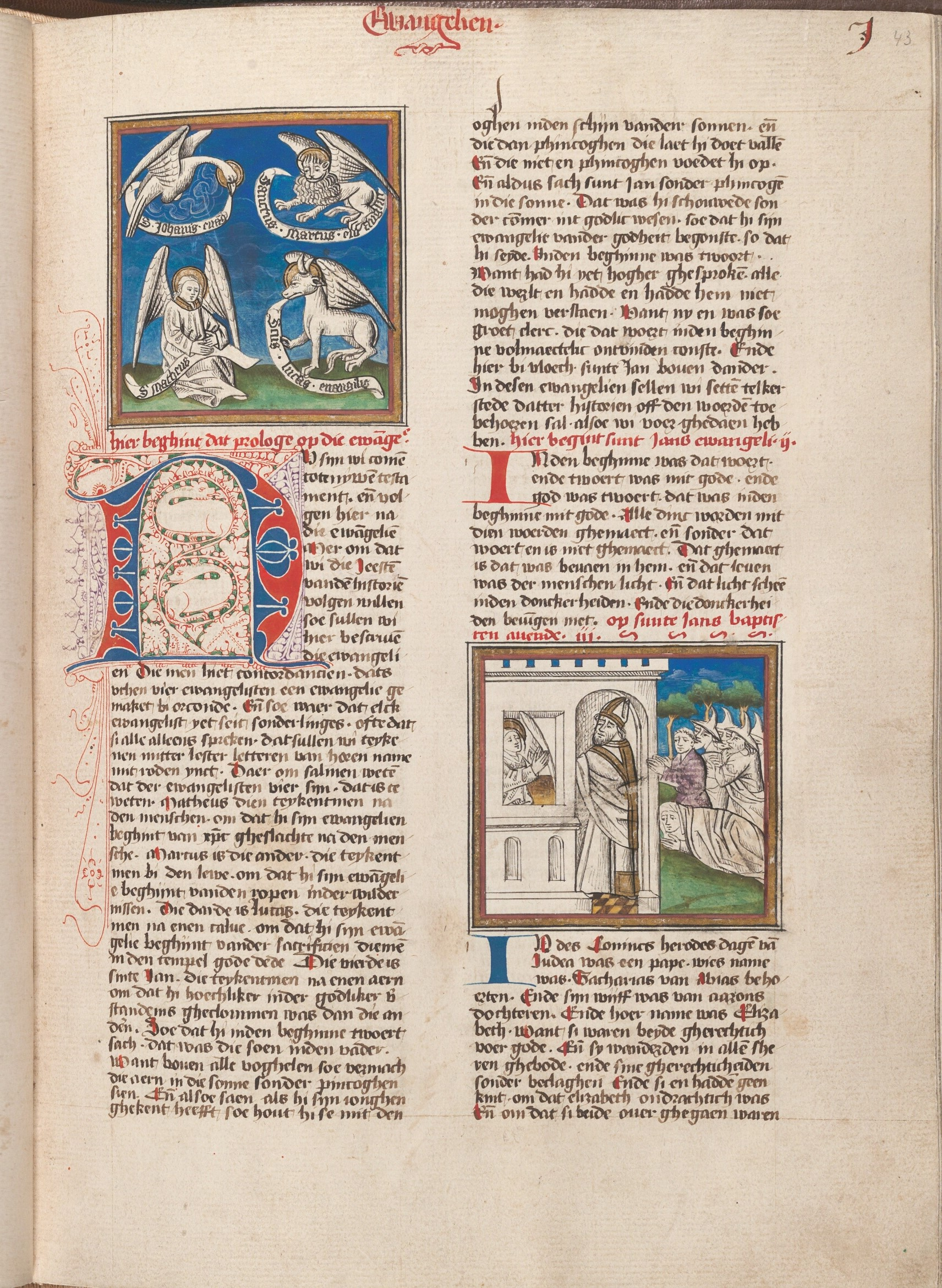
Fragment uit het exemplaar van de Middelnederlandse historiebijbel van Johan Scutken dat bewaard wordt in de Universiteitsbibliotheek Gent.

De term Historiebijbel beschrijft een scala van handschriften die sterk verschillend kunnen zijn. In bepaalde types is er geen sprake van een letterlijke Bijbelvertaling, maar veeleer van een vrije bewerking met toepasselijke aanvullingen uit profane geschiedenisboeken. Om de verhalen van de Vulgaat te vervolledigen maakte de auteur dan ook gebruik van apocriefe evangeliën en verhalen over historische personen zoals Nebukadnezar, Darius en Alexander de Grote.
Johan Scutkens Historiebijbel is hierbij een mooi voorbeeld. Niet alleen door de tientallen verhalen die vertaald werden naar het Middelnederlands, maar ook door de rijkelijke versiering van de exemplaren van zijn vertaling. De doorlopende illustratiecyclus is een indrukwekkende prestatie van de Noord-Nederlandse boekschilderkunst. Verzorgde miniaturen duiken regelmatig en in bepaalde patronen op. De tweedelige Historiebijbel in de Koninklijke Bibliotheek van Nederland is het rijkst verluchte exemplaar dat bewaard is gebleven. Het bevat niet minder dan 69 gehistoriseerde initialen aan het begin van de afzonderlijke boeken en 509 kleine miniaturen in de tekst. De verluchting werd uitgevoerd door acht kunstenaars, waarvan er zes het leeuwendeel voor hun rekening namen. Toch waren de meeste exemplaren van Johan Scutkens Historiebijbel niet zo rijkelijk. Ze waren wel geïllustreerd met miniaturen en hadden vaak gekleurde rubrieken, maar in mindere mate dan het pronkstuk in de Koninklijke Bibliotheek van Nederland.
Een voorbeeld daarvan vinden we terug in de Universiteitsbibliotheek Gent. Het handschrift HS.0632 werd - net zoals de meeste andere exemplaren - vervaardigd in de Noordelijke Nederlanden in de tweede helft van de vijftiende eeuw. Het werd voltooid in 1468. Het manuscript bevat de volgende verhalen:
- Makkabeeën, evangeliënharmonie en handelingen naar de Bijbelvertaler van 1360
- Brieven, Apocalyps en oudtestamentische perikopen naar de Bijbelvertaling van J. Scutken
- Epistelen van de Heiligen
- De destructie van Jeruzalem naar de Bijbelvertaler van 1360
- De tafel van de evangeliën
- Souter

Zoals door deze opsomming duidelijk wordt, komen er ook heel wat vertalingen van de Bijbelvertaler van 1360 aan bod. De Bijbelvertaler van 1360 is de noodnaam voor de schrijver die de eerste Middelnederlandse vertaling van de Bijbel produceerde, de zogenaamde Hernse Bijbel. Men neemt vandaag algemeen aan dat het een monnik was uit de tweede helft van de 14e eeuw, uit het kartuizerklooster van Herne. Vandaar dat men hem ook de Hernse Bijbelvertaler noemt.